# 緒方修
緒方 修（おがた おさむ、1950年6月17日 - 2021年2月9日）は、佐賀県出身の元プロ野球選手。ポジションは投手。

## 来歴・人物
厳木高校では、エースとして1967年秋季九州大会に進むが、1回戦で楠城徹のいた小倉高に敗退。
1968年ドラフト会議で南海ホークスから2位指名を受け入団。九州では屈指の本格派投手として稲尾二世と評判が高く巨人、西鉄、中日なども目をつけていた。 上手投げでスピードはないが、落ちるカーブを主体にスライダーとシュートを内角に散らすピッチングが持味だった。
1971年に一軍に上がり、9月5日には東映を相手に初先発を果たす。9月15日には阪急を相手に先発、石井茂雄と投げ合い6回2/3を1失点と好投、プロ初勝利を記録した。しかし翌年以降は一軍での登板機会がなく、1975年限りで引退。引退後は大阪の日本料理店で板前、コーヒー専門店のチーフとして従事した。
1973年4月25日のウエスタン・リーグ阪神戦で1回裏に球審が負傷退場。公式戦初のケースであったが、規約により両チームから緒方と伊藤幸男が臨時審判員となり試合を進行した。
2021年2月9日、大阪府高石市内において、高石市職員により死亡が確認された。70歳没。所持品等から親族の連絡先が判明しなかったことから、高石市において遺族を調査中である。

## 詳細情報

### 年度別投手成績
| 年 度    | 球 団    | 登 板 | 先 発 | 完 投 | 完 封 | 無 四 球 | 勝 利 | 敗 戦 | セ 丨 ブ | ホ 丨 ル ド | 勝 率 | 打 者 | 投 球 回 | 被 安 打 | 被 本 塁 打 | 与 四 球 | 敬 遠 | 与 死 球 | 奪 三 振 | 暴 投 | ボ 丨 ク | 失 点 | 自 責 点 | 防 御 率 | W H I P |
| -------- | -------- | ----- | ----- | ----- | ----- | -------- | ----- | ----- | -------- | ----------- | ----- | ----- | -------- | -------- | ----------- | -------- | ----- | -------- | -------- | ----- | -------- | ----- | -------- | -------- | ------- |
| 1971     | 南海     | 11    | 4     | 0     | 0     | 0        | 1     | 0     | --       | --          | 1.000 | 103   | 24.1     | 19       | 2           | 12       | 0     | 0        | 16       | 0     | 0        | 7     | 4        | 1.50     | 1.27    |
| 通算:1年 | 通算:1年 | 11    | 4     | 0     | 0     | 0        | 1     | 0     | --       | --          | 1.000 | 103   | 24.1     | 19       | 2           | 12       | 0     | 0        | 16       | 0     | 0        | 7     | 4        | 1.50     | 1.27    |

### 背番号
- 36 （1969年）
- 32 （1970年 - 1973年）
- 66 （1974年 - 1975年）